# 张伯礼
张伯礼（1948年2月26日—），河北宁晋人，汉族，中华人民共和国中医人士，中国工程院医药卫生学部院士，中国共产党党员，第十一届、第十二届、第十三届全国人民代表大会天津地区代表，现任天津中医药大学名誉校长。2020年9月8日获得“人民英雄”国家荣誉称号。

## 个人经历
张伯礼祖籍河北宁晋县张家庄村（今属大陆村镇），出生地今属天津市南开区。1964年，他考入天津市卫生学校。1968年，张伯礼毕业，被分配到天津大港渔乡卫生院（有资料称上古林医院）。这是一家乡村卫生院。在大港工作期间，张伯礼接触了中医，产生了兴趣。1973年，他参加了天津市卫生局委托天津市中医医院举办的“西医学习中医”脱产学习班，历时两年半。
1978年，研究生考试恢复，张伯礼考入天津中医学院中医系，攻读中医内科学硕士研究生，导师为阮士怡。他1979年入校学习，1982年毕业留校。2008年，当选为全国人大代表。2013年，再次当选为全国人大代表。2018年2月24日，当选为第十三届全国人大代表。
2020年1月，张伯礼进入武汉参与抗击2019冠状病毒病疫情，提倡中西医结合治疗，2月12日进驻江夏中医方舱医院，2月19日因胆囊炎发作而在武汉接受微创胆囊摘除手术，术后第三天又投入工作，并称自己“把胆留在这儿了”。2020年8月获得“人民英雄”国家荣誉称号。2020年9月獲得“全国教书育人楷模”稱號。
2020年8月11日，国家主席习近平签署第53号主席令，授予钟南山“共和国勋章”，授予张伯礼、张定宇、陈薇“人民英雄”国家荣誉称号。
2021年5月18日，在中华医学会第二十六次全国会员代表大会上当选为第一届中华医学会监事会监事长。
2022年11月4日，张伯礼对科技日报记者表示，新冠病毒的变异动态一直是防疫措施优化调整的重要前提基础之一，同时张伯礼强调“从病毒进化规律推测，新冠病毒趋于稳定、毒力趋弱的概率大。”“当前的临床实践表明，新冠病毒造成的重症和死亡比例很低。这意味着新冠病毒的致病力减弱。同时也不能忽视新冠病毒传播更隐匿。”“我们应该认识到疫情的复杂性和反复性，充分认识优化调整防控措施不是放松防控，更不是放开、‘躺平’。”最后，张伯礼说，只有进一步提升防控的科学性、精准性，才能在统筹疫情防控和经济社会发展间寻求最适合的平衡点。

## 家庭
张伯礼的儿子张磊大学就读于某医学院，毕业后加入天津中医药大学第一附属医院，随后攻读在职研究生并获得硕士、博士学位。张磊现为天津中医药大学第一附属医院风湿免疫科副主任，自2017年起担任天津中医药大学第四附属医院执行院长。

## 争议
张伯礼曾在10名肾脏健康的患者身上进行中药关木通的马兜铃酸毒性活体实验，并于1997年发表论文。在张伯礼研究之前，早就有比利时学者发现，关木通中含有的马兜铃酸是损伤肾脏的罪魁祸首，它使肾小管坏死并肾脏间质纤维化，导致肾功能衰竭。因此张伯礼的人体实验被批评严重违反医学伦理。
此外，在中国大陆新冠疫情爆发期间，张伯礼提出用中医药治疗新冠肺炎，称“中药完全可以治愈新冠肺炎轻症普通患者”，推荐了连花清瘟胶囊等中药，并结合针灸、按摩、耳穴压豆，练习太极拳、八段锦，以及心理抚慰等中医疗法直接用于治疗新冠患者。其所推荐的这些中药和中医疗法并没有得到国际医学界的广泛认可，并缺乏公开发表的严谨的循证医学证据。
由于张伯礼主编了《常见病中成药临床合理使用丛书肝胆科分册》，并声称中医“善治急症”。而他自己在武汉新冠肺炎期间却去现代医学医院做了胆囊炎手术，所以有些大陆网友戏称其为“无胆院士”。

## 以张伯礼的名字命名的细菌
- 张伯礼节杆菌 Arthrobacter zhangbolii Liu et al. 2023[24]